# Parafia Świętego Krzyża w Minneapolis
Parafia Świętego Krzyża w Minneapolis (ang. Holy Cross Parish) – parafia rzymskokatolicka położona w Minneapolis w stanie Minnesota w Stanach Zjednoczonych.
Jest ona wieloetniczną parafią w archidiecezji Saint Paul i Minneapolis, z mszą św. w j. polskim, dla polskich imigrantów.
Parafia jest pod wezwaniem Świętego Krzyża.

## Historia
Pierwsi polscy imigranci przybyli do Minnesoty pod koniec 1860 roku. W 1884 roku, kiedy zaczęto organizować parafie w Minneapolis, istniały już parafie w osadach: Winona, Wilno, Posen, Duluth, Delano, Czenstochowa, Glencoe, i Saint Paul.
W 1886 roku, stary kościółek św. Antoniego, pierwszy kościół, który został zbudowany w Minneapolis, został kupiony i wyremontowany za 1200 dolarów. Został on przeniesiony wczesną wiosną tego roku do parafii, na rogu 17th Ave. i 4th St.
16 września 1886 roku decyzją biskupa Jamesa Irelanda została powołana parafia pod wezwaniem Świętego Krzyża, a ks. James Pachoiski został mianowany jej proboszczem.
W dniu 15 maja 1892 roku rozpoczęto budowę nowego kościoła Świętego Krzyża, a stary kościół został przeniesiony na róg 5th St. i 17th Ave. Był używany początkowo jako zimowa kaplica, a następnie jako druga szkoła św. Krzyża.
4 lipca 1927 arcybiskup Dowling poświęcił kamień węgielny pod budowę nowego kościoła, zaś 16 września 1928 poświęcił sam budynek.

## Nabożeństwa w j. polskim
- Niedziela: 11:30

## Szkoły
- Katolicka szkoła Jana Pawła II